# Zaleukos

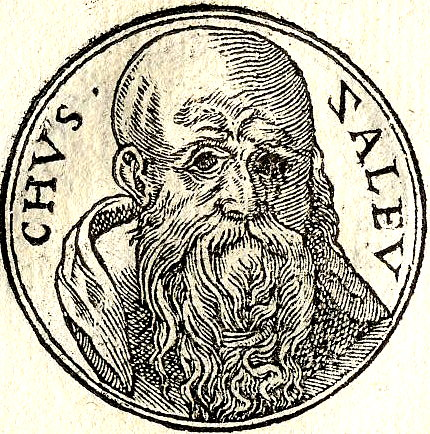
Zaleucus w Promptuarii Iconum Insigniorum

Zaleukos (gr. Ζάλευκος I poł. VII wieku p.n.e.) – władca Lokrów Epizefiryjskich, greckiej kolonii w południowej Italii (Wielka Grecja); pierwszy prawodawca, którego starożytni Grecy zachowali w pamięci.
Według niektórych przekazów był niewolnikiem, wydaje się jednak, że był raczej bogatym hodowcą, jednym z ajsymnetów.
Około 662 r. p.n.e. Zaleukos ogłosił kodyfikację praw dla arystokratycznej polis, jaką była jego ojczyzna, stając się autorem prawdopodobnie pierwszego spisanego kodeksu praw w starożytnej Grecji.
Ustawodawstwo Zaleukosa znamy tylko z wzmianek i cytatów u późniejszych autorów. Prawa te uchodziły za bardzo surowe. Wiemy, że regulacje dotyczyły ochrony własności prywatnej, ale i wkraczały w sferę obyczajów i polityki. Miał on na przykład nakazać obiektywizm urzędnikom i troszczyć się o zapewnienie pokoju wewnętrznego. Ustawodawstwo to miało przełamać prawa klanowe, retry i umożliwić sądzenie przestępstw przed sądami. Zaleukos wprowadził surowe orzecznictwo karne, aby nowe prawo zyskało moc nad niezdyscyplinowaną i mściwą szlachtą. Prawa Zaleukosa miały istotny wpływ na kodyfikacje innych greckich miast-państw w Italii, na Sycylii i w samej Grecji, np. na nich miał wzorować się ateński prawodawca Drakon.
Według legendy sam Zaleukos padł ofiarą swego surowego prawa. Przewidział bowiem za cudzołóstwo karę w postaci wyłupienia obojga oczu. Kiedy jednak jego własny syn został oskarżony o popełnienie cudzołóstwa, mimo iż lud w uznaniu zasług ojca gotów był darować przewinę, Zaleukos wyłupił winowajcy jedno oko zaś drugie sobie.